# Línguas anglo-frísias
As línguas anglo-frísias, por vezes chamadas de línguas germânicas insulares, são um grupo de idiomas germânicos ocidentais ingevônicas, que consistem do inglês antigo, do frísio antigo e de seus descendentes. Sua árvore genealógica é:
- Anglo-frísio
  - Grupo inglês (anglo-frísio insular ou ânglico)
    - Inglês
    - scots
    - Yola (extinta)

  - Grupo frísio (anglo-frísio continental)
    - Frísio ocidental
    - Frísio de Saterland (frísio oriental)
    - Frísio setentrional

As línguas anglo-frísias distinguem-se de outros idiomas germânicos ocidentais em parte devido à lei da espirante nasal ingevônica, à frontalização anglo-frísia e à palatalização do *k proto-indogermânico para uma africada coronal antes de vogais frontais; por exemplo, inglês cheese ("queijo") e frísio ocidental tsiis, em comparação ao holandês kaas e o alemão Käse, ou o inglês church ("igreja") e o frísio ocidental tsjerke com o holandês kerk e o alemão Kirche. O antigo anglo-frísio formava um sprachbund com o antigo saxão, que costuma ser incluído entre as grupo de idiomas baixo saxão-baixo francônio.
O linguista alemão Friedrich Maurer rejeitou o anglo-frísio como uma subdivisão histórica das línguas germânicas, propondo em seu lugar o grupo das línguas germânicas do Mar do Norte, ou ingevônicas, um ancestral comum ao frísio antigo, ao inglês antigo e ao saxão antigo.

## Exemplos
A tabela a seguir oferece uma comparação entre os números (de um a dez) nas línguas anglo-frísias.
| Idioma                                | 1       | 2               | 3        | 4       | 5     | 6     | 7      | 8      | 9       | 10    |
| ------------------------------------- | ------- | --------------- | -------- | ------- | ----- | ----- | ------ | ------ | ------- | ----- |
| Inglês                                | one     | two             | three    | four    | five  | six   | seven  | eight  | nine    | ten   |
| Scots                                 | ane ae  | twa             | three    | fower   | five  | sax   | sieven | aicht  | nine    | ten   |
| Yola                                  | oane    | twye            | dhree    | vowér   | veeve | zeese | zebbem | ayght  | neene   | dhen  |
| Frísio ocidental                      | ien     | twa             | trije    | fjouwer | fiif  | seis  | sân    | acht   | njoggen | tsien |
| Frísio de Saterland (Seeltersk)       | aan     | twäi twäin twoo | träi     | fjauwer | fieuw | säks  | soogen | oachte | njugen  | tjoon |
| Frísio setentrional (dialeto Mooring) | iinj ån | tou tuu         | trii tra | fjouer  | fiiw  | seeks | soowen | oocht  | nüügen  | tiin  |